# Margareta av Navarra (drottning av Sicilien)
Margareta av Navarra, född 1128, död 12 augusti 1183, var en siciliansk drottning; gift med kung Vilhelm I av Sicilien. Hon var Siciliens regent som förmyndare för sin son, Vilhelm II av Sicilien, från 1166 till 1171. Hon var dotter till kung Garcia VI av Navarra och Marguerite de l'Aigle. 
Margareta beskrivs som vacker, stolt, viljestark och handlingskraftig. Relationen till Vilhelm I ska inte ha varit nära, men trots detta ska hon ha agerat som politisk rådgivare och aktör. 
Vid makens död 1166 blev hon regent så som förmyndare för sin minderårige son. Hennes regering kom i stark konflikt med den lokala adeln på grund av de utländska favoriter från Frankrike och Navarra med vars hjälp hon hävdade sin självständighet mot adeln. 
1168 lyckades adeln landsförvisa hennes favoriter. Detta gjorde att hon blev helt utlämnad åt den italienska adeln och förlorade sin reella handlingsfrihet. Hon kvarstod dock formellt som regent till sonens myndighetsförklaring 1171. 